# Lieske-Gletscher
Der Lieske-Gletscher ist ein Gletscher im Australischen Antarktis-Territorium. In der Britannia Range des Transantarktischen Gebirges entwässert er die Nordhänge des Mount Olympus und fließt zwischen den Gebirgskämmen Johnstone Ridge und Dusky Ridge zum Hatherton-Gletscher.
Das Advisory Committee on Antarctic Names benannte ihn 1965 nach dem US-amerikanischen Meteorologen Bruce J. Lieske, der 1957 auf der Forschungsstation Little America V überwintert hatte.